# 10132 Lummelunda
10132 Lummelunda là một tiểu hành tinh vành đai chính với chu kỳ quỹ đạo là 1206.1460782 ngày (3.30 năm).
Nó được phát hiện ngày 20 tháng 3 năm 1993.